# Studio Shaw
Lo Studio Shaw (邵氏片場) è il precursore e la più grande compagnia di produzione cinematografica di Hong Kong.

## Storia
Dalla loro base di distribuzione a Singapore, Ren Leng Shaw, detto Run Run (邵逸夫) e il suo terzo fratello maggiore Run Me Shaw detto Raymond(邵仁枚), fondarono la South Sea Film (南洋影片) nel 1930, per sviluppare la vendita dei loro affari nel mondo del cinema nel Sud-est Asiatico. Lo studio fu più tardi rinominato come Shaw Brothers Studio (ovvero Studio Shaw). Lo studio realizzò il primo film di Hong Kong con il marchio 《白金龍》 (che si traduce come "dragone di platino", o uno dei termini dello slang che definiscono una "pistola") nel 1934.
I fratelli Shaw riuscirono persino a creare un genere tutto loro: gli attori, l'etica dei loro film, la violenza grafica e splatter, le forti caratterizzazioni dei personaggi, il passaggio dal chambara movie al kung fu movie divennero perciò i marchi di fabbrica del cinema di Hong Kong d'autore degli anni settanta.

## Dentro lo studio

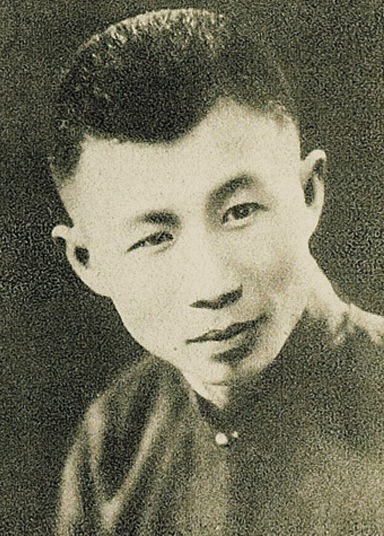
Runje Shaw, il fratello più anziano, che avviò l'impresa.

I fratelli Shaw diedero lavoro a una schiera immensa di talenti, che include i registi King Hu, Lau Kar Leung, Fan Ho e Chang Cheh. King Hu fu presto un regista, che è meglio ricordato per il suo film Come drink with me, un film di arti marziali che differisce da quelli di Chang Cheh nel fatto che esso annovera una figura femminile protagonista e si racchiude intorno alla storia d'amore nel mondo delle arti marziali piuttosto che intorno alle rapide azioni e i cosiddetti racconti della Confraternita che Chang Cheh avrebbe poco dopo popolarizzato.
Chang Cheh, che era più innamorato degli ultimi componenti, sarebbe presto divenuto il regista più conosciuto dello Studio Shaw, con film come Five deadly venoms, The brave archer (basato sul lavoro di Jin Yong), The one armed swordsman e altri classici del film Wuxia e del film Wushu. Al pari livello (quasi) come popolarità divenne il regista - prima coreografo dei combattimenti - Lau Kar Leung, che avrebbe prodotto film di kung-fu ben recensiti come 36ª camera dello Shaolin e Invincible Pole Fighter.
Il gruppo con cui i fratelli Shaw lavoravano divenne uno dei loro marchi di fabbrica. Mentre altri studi di produzione avevano un buon numero di membri del cast, Run Run e Runme quasi sempre avevano le stesse facce nei loro film. Il gruppo da Le furie umane del kung fu - che sarebbe divenuto conosciuto grazie al loro nome in codice - divenne tra i più popolari. Questi cinque erano Lo Mang, Lu Feng, Sun Chien, Chiang Sheng e Kuo Chui, che erano state delle star nello studio Shaw per anni, ma non erano ancora facce memorabili sino all'uscita di Le furie umane del kung fu. Il "sesto Venom", Wei Pai, che aveva il ruolo di Serpente in Le furie umane del kung fu era anche parte del film Venom Mob che arruolò oltre altri 15 attori che appariranno in quasi tutti i film dei Venoms.
Due altre star erano particolarmente ben conosciute e favorite da Chang Cheh nei suoi film: Ti Lung e Alexander Fu Sheng. Ti Lung è considerato uno dei più - se non il più - bravo attore nei film di arti marziali che approdò allo studio Shaw, ma è anche accreditato come un attore capace che rinforzò il suo fascino psichico con le forti caratterizzazioni che avevano i suoi personaggi nei film. Alexander Fu Sheng, che comparve con Ti Lung in molte occasioni, fu sfortunatamente ucciso nel 1983 in un incidente d'auto, finendo la sua carriera, breve ma di grande successo.
Lo studio Shaw non è rinomato per le attrici, per via delle preferenze di Chang Cheh nei suoi Racconti della Confraternita e del grande odio che il produttore Mona Fong provava nei confronti delle belle attrici. Ciò nonostante, attrici come Betty Loh Ti, Cheng Pei Pei e Tien Niu si dimostrarono molto capaci e talentuose. Cheng Pei Pei in particolare è relativamente ben conosciuta per aver partecipato come protagonista nel film di King Hu Come drink with me, e più recentemente in La tigre e il dragone di Ang Lee.

## Ai giorni d'oggi

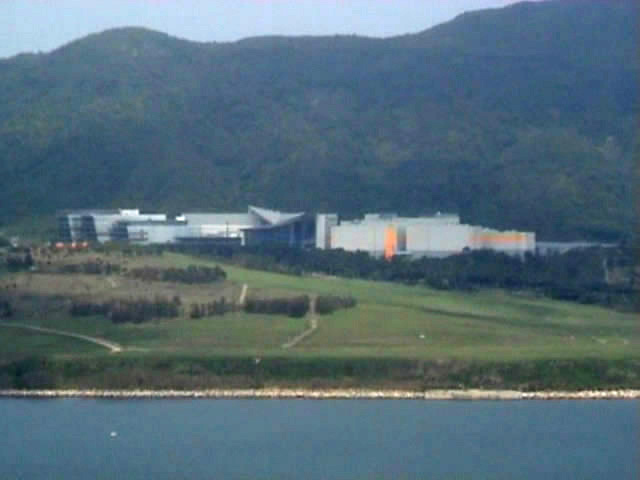
Shaw Studios, Tseung Kwan O, Hong Kong

I fratelli Shaw continuano a essere conosciuti come i più prominenti "padri" dei film di Wuxia e Kung Fu. Nonostante molti dei loro classici film sono diventati oggetti di dispute per alcuni remake negli ultimi anni, la Celestial Pictures ha acquistato i diritti dell'amministrazione dello studio e sta realizzando 760 degli oltre 1000 film su DVD, con qualità audio e video totalmente rimasterizzata. Molti punti di riferimento a Hong Kong e Singapore sono oggi nominati specialmente dopo i generosi contributi finanziari che Sir Run Run Shaw ha donato negli anni. La Shaw Organisation rimane ancora oggi una delle maggiori rete di trasmissione a Singapore.

## Film
Alcuni dei film più rappresentativi dello Studio Shaw:
- Empress Yank Kwei Fei (1955)
- Le implacabili lame di rondine d'oro (1966)
- Mantieni l'odio per la tua vendetta (1967)
- Killer darts (1968)
- La sfida degli invincibili campioni (1969)
- Le invincibili spade delle tigri volanti (1969)
- Thirteen warlords (1970)
- I dodici medaglioni (1970)
- L'assassino che canta (1970)
- Re aquila (1971)
- Cinque dita di violenza (1972)
- Crash! Che botte... Strippo strappo stroppio, regia di Bitto Albertini (1973)
- Là dove non batte il sole (1974)
- Superuomini, superdonne, superbotte, regia di Alfonso Brescia (1975)
- I giganti del karaté, regia di Cheh Chang (1976)
- I distruttori del tempio Shaolin (1977)
- 36ª camera dello Shaolin (1978)
- Le furie umane del kung fu (1978)
- I due campioni dello Shaolin (1978)
- Master Killer 2 (1980)
- Il clan del Loto Bianco (1980)
- Invincible Pole Fighter (1983)
- Mo, regia di Chih-Hung Kuei (1983)

## Curiosità
- Nei film Il clan del Loto Bianco e I distruttori del tempio Shaolin si vedeva per la prima volta il personaggio di Pai Mei, poi ripreso da Quentin Tarantino in Kill Bill: Volume 2.
- Lo studio Shaw è stato recentemente omaggiato da Tarantino nel suo Kill Bill: Volume 1. All'inizio del film è infatti presente l'inconfondibile logo dei film degli Shaw e molti estratti dalle colonne sonore di film di kung-fu sono stati inseriti nella colonna sonora di Kill Bill stesso.